# Römisch-katholische Kirche in Gambia
Die Römisch-katholische Kirche in Gambia ist Teil der weltweiten römisch-katholischen Kirche.
Es gibt rund 44.000 Katholiken (2012) in Gambia – knapp unter zwei Prozent der Gesamtbevölkerung. Das Bistum Banjul deckt das gesamte Land ab und ist 19 Pfarreien unterteilt.
Zwischen dem Heiligen Stuhl und Gambia bestehen volle diplomatische Beziehungen. Apostolischer Nuntius ist seit Ende November 2022 Erzbischof Walter Erbì, der Erzbischof Dagoberto Campos Salas nachfolgte.
Gambia ist ein überwiegend muslimisches Land (ca. 95 % der Bevölkerung). Die Beziehungen zwischen der muslimischen und christlichen Gemeinden in Gambia ist im Allgemeinen sehr gut. Die katholische Kirche betreibt verschiedene Missionen, einschließlich der Schulen, die muslimische Kinder besuchen. 1992 besuchte Papst Johannes Paul II. Gambia und gab weitere Impulse, um das Interesse in christlich-muslimischen Beziehungen innerhalb der katholischen Gemeinschaft. Der Papst betonte die Wichtigkeit der guten Beziehungen zwischen den beiden. Er erklärte,

“… we are all pilgrims on the path of seeking to do God’s will in everything. Although we differ in many ways, there are important elements of our respective faiths which can serve as a basis for fruitful dialogue and a strengthening of the spirit of tolerance and mutual help.”

„…  wir sind alle Pilger auf dem Weg der Suche nach dem Willen Gottes in allem zu tun. Obwohl wir in vielem unterscheiden, gibt es wichtige Elemente unserer jeweiligen Religionen, die als Grundlage für einen fruchtbaren Dialog und eine Stärkung der Geist der Toleranz und der gegenseitigen Hilfe dienen kann.“

Er traf sich mit Führern der muslimischen Gemeinde, und während im Independence Stadium in Gambia eine Messe gefeiert wurde, waren Muslime anwesend.